# Todiramphus cinnamominus
Todiramphus Cinnamominus, conhecida como martim-caçador-de-guam ,  é uma espécie de guarda-rios do Território dos Estados Unidos de Guam. Encontra-se restrita a uma reprodução em cativeiro, através de um programa para a sua preservação após ter ocorrido a sua extinção na natureza, devido à introdução do predador boiga irregularis no seu habitat natural.
Alguns exemplares vão ser libertados na natureza no Atol Palmyra.